# Pierre Jean Georges Cabanis
Pierre Jean Georges Cabanis (5. června 1757, Cosnac – 5. května 1808, Meulan-en-Yvelines) byl francouzský materialistický filosof, osvícenec a lékař.

## Život
Zpočátku se věnoval poezii a lékařství, ale nakonec se nadchl pro politiku a filozofii, zejména poté, co se v salonu Madame Helvétiové seznámil s encyklopedisty. Během Velké francouzské revoluce byl spolupracovníkem Mirabeaua, přítelem Condorceta, stoupencem girondistů a později Napoleona. Setkal se též s Benjaminem Franklinem a Thomasem Jeffersonem během jejich návštěvy Paříže. V roce 1803 byl zvolen členem Francouzské akademie.
Svou materialistickou filozofií navazoval na Descartovu fyziku a patřil k tzv. ideologům. Tvořil přechod mezi osvícenským senzualismem a pozitivismem. Podle Cabanise vědomí závisí především na fyziologických funkcích.
Své základní dílo Vztah mezi fyzickou a mravní povahou člověka (Rapports du physique et du moral de l'homme) otiskoval Cabanis nejprve v Mémoires de l´Institut (1798–1799); následovalo vydání ve dvou svazcích v roce 1802. Katolická církev dekretem ze dne 6. září 1819 zařadila tento spis na Index zakázaných knih.